# Dangku
Dangku is een bestuurslaag in het regentschap Muara Enim van de provincie Zuid-Sumatra, Indonesië. Dangku telt 1840 inwoners (volkstelling 2010).